# 夏李乡
夏李乡，是中华人民共和国河南省平顶山市叶县下辖的一个乡镇级行政单位。

## 行政区划
夏李乡下辖以下地区：
夏北村、夏南村、江元村、雷草湾村、小河郭村、葛庄村、前董村、郭庄村、小集村、苗庄村、坟沟村、先庄村、滹沱村、向阳村、彦岭村、油坊头村、岳楼村、侯庄村、丁庄村、牛头李村、十二里村、孙安村、官庄村、许岭村、杨庄村、田庄村、曹王村、下马村、岗马村、张庄村和董湖村。